# Johann Carl Weck

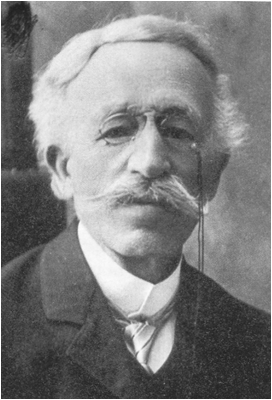
Johann Carl Weck

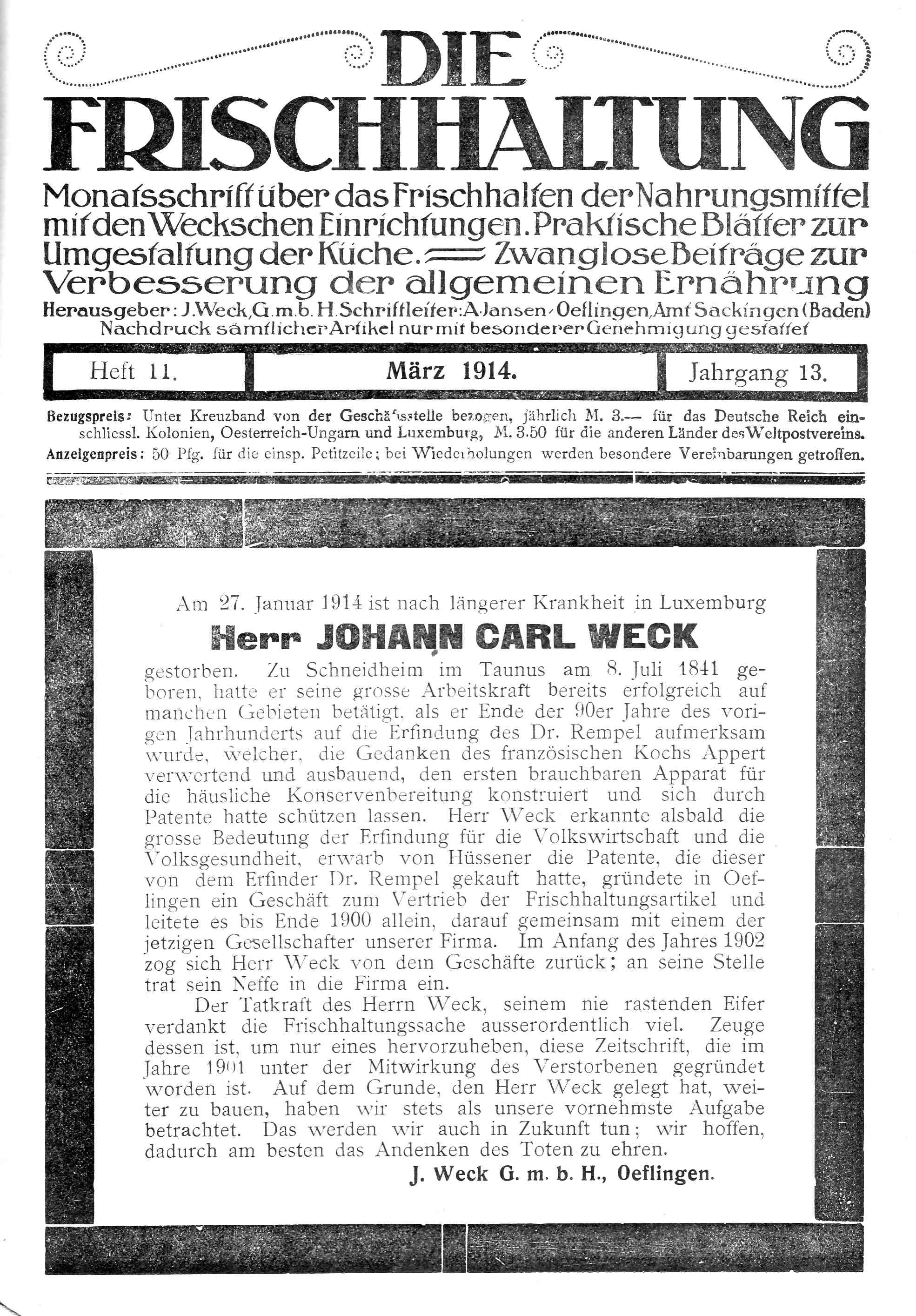
Todesanzeige für J. C. Weck in der Monatsschrift „Die Frischhaltung“ vom März 1914

Johann Carl Weck (* 8. Juli 1841 in Schneidhain, Taunus; † 27. Januar 1914 in Luxemburg) war ein deutscher Unternehmer. Nachdem er 1895 das Patent dafür erworben hatte, produzierte er zunächst einige Jahre als Selbständiger Gläser, die mittels eines Dichtgummis, im Glas befindlicher Rillen sowie einem metallenen Verschlussmechanismus eine luftdichte Lagerung von Lebensmitteln ermöglichten.
Das Verfahren heißt technisch Einkochen, weil die Lebensmittel in den Gläsern gekocht werden, wurde aber später auch als Einwecken bezeichnet. Spätere Weiterentwicklungen ersetzten den Dichtmechanismus durch Zellophanfolien (besonders für Marmeladen) und Schraubdeckel. Das Verfahren als „Einwecken“ zu bezeichnen ist auch dann zulässig, wenn Produkte anderer Hersteller genutzt werden, da dieses Wort Eingang in den Duden gefunden hat und nicht mehr als Marke geschützt ist. Aus rechtlichen Gründen dürfen aber die Gläser, Töpfe und Ringe in der Werbung und der Öffentlichkeit nur als „Einweckgläser“, „Einwecktöpfe“ und „Einweckringe“ bezeichnet werden, wenn die Produkte der Firma Weck benutzt werden, da der Namensteil „Einweck“ geschützt ist.
Nachdem der Absatz durch Weck selber nur sehr gering war und sein Vertreter in Emmerich, Georg van Eyck, mehr als die Hälfte des Gesamtumsatzes machte, gelang es Weck, diesen zum Umzug in das südbadische Öflingen zu bewegen und mit ihm als Kompagnon am 3. Januar 1900 die Firma J. Weck & Co., später J. Weck GmbH u. Co. KG zu gründen. Seinen Namen ließ er als Warenzeichen eintragen.
Weck war, entgegen der landläufigen Vorstellung, nicht der Erfinder der von ihm produzierten Gläser. Das Patent zum Haltbarmachen von Lebensmitteln durch Erhitzen, das Weck 1895 kaufte, wurde vielmehr am 24. April 1892 dem Chemiker Rudolf Rempel (1859–1893) erteilt und nach dem Tode Rempels von 1893 bis 1895 durch Albert Hüssener genutzt. Weck war an dem Patent interessiert, weil er als Vegetarier und Antialkoholiker dadurch eine Möglichkeit fand, Früchte ohne den Einsatz von Alkohol zu konservieren. Auch die Tatsache, dass der Geschmack der Früchte nicht verändert wurde und es sich somit um eine besonders natürliche Nahrung handelte, kam den Tendenzen der Lebensreformbewegung entgegen.
Durch erfolgreiche Werbung, für die van Eyck verantwortlich zeichnete, wurde das Einkochverfahren sehr rasch bekannt, zudem entwickelte das Unternehmen ein breites Spektrum von Zubehör, durch das die Verwendung des Verfahrens im Haushalt möglich wurde. Bereits 1902 schied Weck als Geschäftsführer aus und wurde durch Franz Weck ersetzt. Er siedelte ins damals deutsche Elsass über. Sein Name blieb aber in Deutschland: er prangte auf jedem einzelnen der Weck-Gläser, die rasch zu Dutzenden in buchstäblich jeder Küche zu finden waren. 1934 wurde der Begriff „einwecken“ als Synonym zu „einkochen“ in den Duden aufgenommen.